# Ciutat de Guatemala
La ciutat de Guatemala (el seu nom complet és La Nueva Guatemala de la Asunción) és la capital i la ciutat més gran de Guatemala. La ciutat està localitzada a la zona centre-sud del país i té una gran quantitat de zones verdes. Segons l'últim cens realitzat el municipi té una població d'1.149.107 habitants i la seva àrea metropolitana té un total estimat de 4.103.865 habitants. Això fa que sigui l'aglomeració urbana més poblada i extensa de l'Amèrica Central.

## Particularitats
La seva població varia entre el milió aproximat d'habitants del municipi i els més de dos milions i mig de l'aglomeració urbana, que inclou ciutats com Mixco, Villa Nueva, Petapa, San Juan Sacatepéquez i Villa Canales, totes amb més de cent mil habitants. Se situa en una vall muntanyosa al centre sud del país, una situació que afavoreix que la pol·lució de l'aire es concentri sobre la ciutat.
Guatemala és la capital econòmica, política i cultural de la república, i també la metròpoli més gran de l'Amèrica Central. A més d'una gran varietat de restaurants, hotels i comerços, la ciutat té una trentena de galeries d'art i museus (que inclouen algunes destacades col·leccions d'art precolombí). Té cinc universitats, incloent-hi la Universidad de San Carlos, la tercera més antiga del Nou Món.

## Història
Dins de la moderna ciutat de Guatemala es troba l'antiga ciutat maia de Kaminaljuyu, que es remunta a uns 2.000 anys enrere i és coneguda pels seus contactes comercials amb la llunyana Teotihuacan, al centre de Mèxic. El centre arqueològic de Kaminaljuyu estava situat a curta distància de la part antiga de la ciutat de Guatemala, i al final del segle xx la població va créixer al voltant de les ruïnes (i en alguns casos a sobre i tot, abans que fossin objecte de protecció). El centre cerimonial de Kaminaljuyu és ara un parc dins de la ciutat.
En l'època colonial espanyola era una petita ciutat que comptava amb el monestir d'El Carmen, fundat el 1620. La capital de la Capitania General de Guatemala, que depenia del virreïnat de la Nova Espanya fou traslladada després que un terratrèmol destruís la vella ciutat coneguda com a Antigua Guatemala el 1775 a la zona coneguda fins llavors com el vall de La Ermita i que va adquirir el nom de Nueva Guatemala de la Asunción. A les darreries de l'època colonial, a la Ciutat de Guatemala hi va succeir la conjuració de Belén i s'hi va signar l'Acta d'Independència de Centreamèrica el 15 de setembre de 1821.
La ciutat fou fundada oficialment el 2 de gener de 1776 i va anar creixent sobretot cap al sud-est i el sud-oest fins a absorbir altres poblacions que en els seus orígens eren independents com Mixco, Santa Catarina Pinula, Villa Nueva i San José Pinula. El gran creixement de població que ha patit la ciutat ha causat l'aparició de barriades en d'alt risc geològic.
Els desastres naturals, sobretot terratrèmols, van afectar la capital guatemalteca han afectat en nombroses ocasions el seu desenvolupament. L'últim terratrèmol important, el 1976 (7,5 en l'escala de Richter) va fer malbé tant edificis antics com moderns i va provocar molts mals materials i humans. El 2010 la ciutat la Tempesta tropical Agatha va ocasionar molts mals per la forta pluja que hi va caure.

## Geografia
La ciutat de Guatemala està ubicada a la vall de l'Ermita i està situada entre els 1500 i els 1600 metres sobre el nivell del mar. Gaudeix de temperatures molt suaus, entre els 12 i els 28 °C.
- Altitud: 1.500 metres.
- Latitud: 14° 37′ 15″ N
- Longitud: 90° 31′ 36″ O
- Extensió: 996 km².

### Climatologia
Tot i la seva ubicació a la zona tropical, degut a la seva altitud sobre el nivell del mar, la Ciutat de Guatemala gaudeix d'un clima subtropical de terres altes. El clima és generalment molt suau, gairebé primaveral al llarg de l'any. La temporada de pluges dura de maig fins a novembre i l'estació seca ocupa la resta de l'any. A la ciutat de Guatemala hi tendeix a haver un vent fort que pot tendir a reduir la temperatura.
La ciutat de Guatemala és la capital més freda i alta de Centreamèrica. La seva temperatura mitjana anual és de 21 °C. A l'hivern, que dura de desembre a abril, té temperatures que oscil·len entre els 28 i els 16 °C. La humitat relativa és elevada.
| Paràmetres climàtics mitjans de Ciudad de Guatemala (1990-2011)                 | Paràmetres climàtics mitjans de Ciudad de Guatemala (1990-2011) | Paràmetres climàtics mitjans de Ciudad de Guatemala (1990-2011) | Paràmetres climàtics mitjans de Ciudad de Guatemala (1990-2011) | Paràmetres climàtics mitjans de Ciudad de Guatemala (1990-2011) | Paràmetres climàtics mitjans de Ciudad de Guatemala (1990-2011) | Paràmetres climàtics mitjans de Ciudad de Guatemala (1990-2011) | Paràmetres climàtics mitjans de Ciudad de Guatemala (1990-2011) | Paràmetres climàtics mitjans de Ciudad de Guatemala (1990-2011) | Paràmetres climàtics mitjans de Ciudad de Guatemala (1990-2011) | Paràmetres climàtics mitjans de Ciudad de Guatemala (1990-2011) | Paràmetres climàtics mitjans de Ciudad de Guatemala (1990-2011) | Paràmetres climàtics mitjans de Ciudad de Guatemala (1990-2011) | Paràmetres climàtics mitjans de Ciudad de Guatemala (1990-2011) |
| Mes                                                                             | Gen.                                                            | Feb.                                                            | Mar.                                                            | Abr.                                                            | Mai.                                                            | Jun.                                                            | Jul.                                                            | Ago.                                                            | Set.                                                            | Oct.                                                            | Nov.                                                            | Des.                                                            | Anual                                                           |
| ------------------------------------------------------------------------------- | --------------------------------------------------------------- | --------------------------------------------------------------- | --------------------------------------------------------------- | --------------------------------------------------------------- | --------------------------------------------------------------- | --------------------------------------------------------------- | --------------------------------------------------------------- | --------------------------------------------------------------- | --------------------------------------------------------------- | --------------------------------------------------------------- | --------------------------------------------------------------- | --------------------------------------------------------------- | --------------------------------------------------------------- |
| Font: Instituto Nacional de Sismología, Vulcanología, Meteorología e Hidrología |                                                                 |                                                                 |                                                                 |                                                                 |                                                                 |                                                                 |                                                                 |                                                                 |                                                                 |                                                                 |                                                                 |                                                                 |                                                                 |

### Fenòmens naturals

#### Tetratrèmols
La Ciutat de Guatemala ha estat afectada diverses vegades per terratrèmols. Els pitjors es van registrar als anys 1917-1918 i el 1976.

#### Tempestes i huracans
La ciutat de Guatemala ha estat afectada per aquests fenòmens meteorològics en diverses ocasions però els que han causat més mal han estat l'Huracà Mitch el novembre de 1998 i l'Huracà Stan l'octubre de 2005.
El 2010 la ciutat va patir mals causats per la Tempesta tropical Agatha.

#### Activitat volcànica
Hi ha quatre volcans que són visibles des de la ciutat, dos dels quals són actius. El més proper i actiu és el Pacaya.
El 27 de maig de 2010 a les 19.10 el volcà entrà en erupció i una columna de cendres va arribar fins als 1.500 metres d'altitud i va afectar la Ciutat de Guatemala i tres departaments més de la República de Guatemala. Es va tancar al trànsit l'Aeroport durant cinc dies. La CONRED (Coordinadora Nacional per a la Reducció de Desastres va declarar l'alerta roja per a les comunitats properes al volcà. Aquesta erupció va causar dues morts i molts ferits. El president Álvaro Colom va decretar l'estat de Calamidad Pública i el Ministeri d'Educació sospengué les classes als departaments de Guatemala, Escuintla i Sacatepéquez.

#### Lliscaments de terra
La ciutat de Guatemala ha patit lliscaments de terra en els barris humils construïts a les vores de les valls escarpades, en els quals hi ha hagut cases enterrades sota el fang, com per exemple a l'octubre del 2005 durant el pas de l'Huracà Stan pel país.

## Zones i infraestructura
La Ciutat està dividida en 25 zones (exceptuant-hi les zones 20, 22 i 23, que són part d'altres municipis), cosa que fa molt fàcil trobar-hi les direccions. El pla urbanístic fou dissenyat per l'enginyer Raúl Aguilar Batres. Guatemala té una estructura quadrada que s'expandeix en totes les direccions; és una estructura de l'urbanisme neoclàssic de principis del segle xx. La ciutat posseeix moltes avingudes i bulevards amplis com l'"Avinguda de la Reforma", "Vista Hermosa", "Los Próceres", i l'"Avenida Las Américas", entre d'altres. El seu traçat antic i la seva ubicació (una vall de profunds barrancs) fa que tingui poques vies d'accés principals; això fa que el trànsit estigui congestionat.
El centre de la ciutat de Guatemala està en procés de recuperació, sobretot el passeig de la sisena avinguda. Aquesta zona ha anat perdent habitants i ha quedat espai per a activitats educatives, polítiques i turístiques. Hi ha nombroses comunitats d'immigrants al voltant del centre històric (sobretot d'altres estats de Centreamèrica i el Carib, però també d'asiàtics i d'africans). Els centres econòmics i financers que tenen les oficines internacionals s'han estès cap al sud de la capital, sobretot a les zones 1, 4, 5, 9 i 10. La indústria està sobretot concentrada a la zona 12, que és la més contaminada de la ciutat.
Hi ha grans zones comercials a diferents punts de la capital, però cal destacar-hi el complex urbanístic del parc comercial "Las Majadas" que agrupa la zona comercial més gran del país i que alberga quinze centres comercials, entre els quals destaquen el centre comercial Miraflores i els Supermercats Hiper Paiz (de Wallmart).
Les àrees principals d'entreteniment estan situats a l'anomenada Zona Viva i a la Calzada Roosevelt. Hi ha nombrosos Casinos, sobretot a la Zona Viva.
L'enginyer Martín Prado Vélez fou un dels alcaldes més destacats de la capital guatamalteca. Va assumir el càrrec el 1949 i va governar la ciutat durant el període reformista dels presidents Arévalo i Arbenz. Durant el seu mandat es van construir o iniciar el Pont El Incienso, l'Avenida Roosevelt, l'edifici consistorial i altres obres viàries de l'eixample de la ciutat.
Els edificis més alts de l'estat de Guatemala estan al centre financer. En destaquen els següents: Premier club, Tintoretto, Edificio Atlantis, Atrium, Tikal futura, Edificio de finanzas, Torres las pilas, Torres Botticelli, TAdeus, Edificio del INTECAP, Tores Real, Torres Géminis, Torres Banco Industrial, Hotel Holiday Inn i Premier de las Américas. A més a més també hi destaquen projectes com la Zona Pradera i l'Interamerica's World Finalcial Center. El fet que l'Aeroport Internacional La Aurora estigui ubicat dins la ciutat limita la construcció de gratacels.

## Divisions de la Ciutat
- El Centre Històric

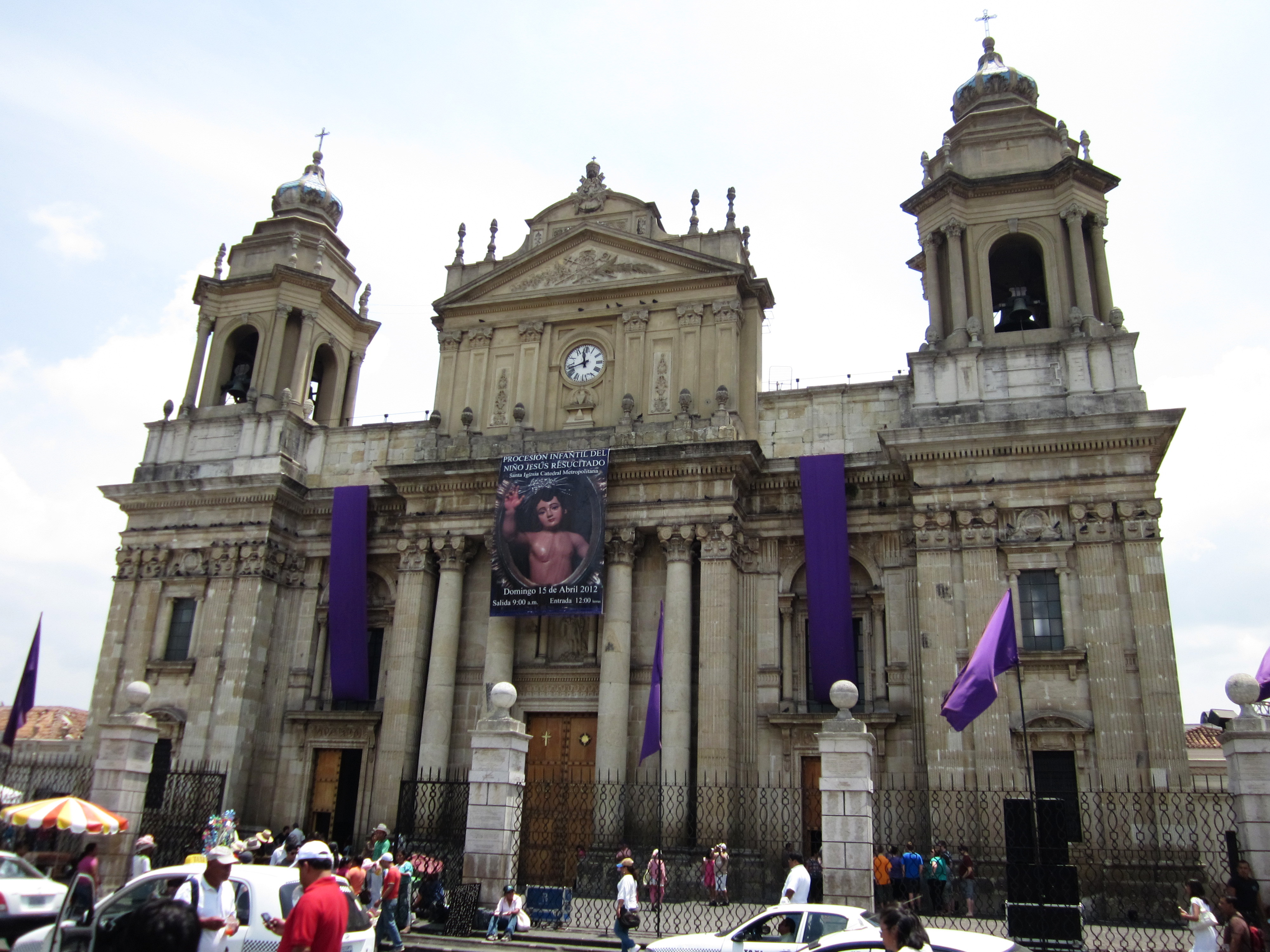
La Catedral Metropolitana de Guatemala.

El centre històric de la ciutat està a la zona 1, que s'ubica entre la 6a i la 5a avinguda, i s'estén a les zones 2 i 3. L'activitat econòmica principal de la zona és l'economia informal i hi ha comerços administrats sobretot per immigrants asiàtics i àrabs. Com que el nucli antic de la capital està declarat Patrimoni Nacional està ple de cases històriques i edificis antics. A banda del parc central hi ha els edificis històrics del Palau Nacional de la Cultura, la Casa Presidencial, el Congrés de la República, les cent portes, l'Oficina de Correus, el Mercat Central, el Mercat d'artesanies, la Catedral Metropolitana, el Portal del Comerç, l'Hipòdrom del Nord, el Mapa en Relleu, el Palau de la Policia, el Museu del Ferrocarril, el Teatre Nacional, l'Ajuntament i el Parc Jocotenango, així també àrees com el Barri de la Candelaria i el Centre Cívic. Va ser declarat Patrimoni Cultural en la Nació Guatemalenca, segons l'acord del Ministeri de Cultura i Esports (MCD) 328-98 el 13 d'agost de 1998.

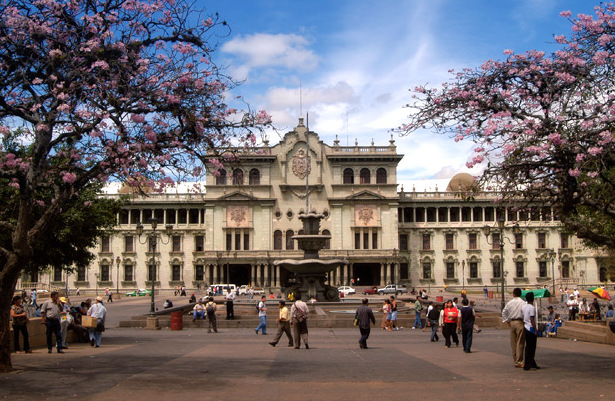
Palau Nacional de la Cultura de Guatemala

La Ciutat de Guatemala originalment abastava únicament el centre històric i era el centre de totes les activitats polítiques i en moltes formes també algunes econòmiques no només de Guatemala, sinó que de tota Centreamèrica. Alguna cosa característic és que els seus edificis gairebé en totalitat es vesteixen d'estils arquitectònics de finals del segle xix. Les façanes i interiors fins al dia d'avui evidencien l'art déco, barroc, neoclàssic, eclèctic i Art Noveau entre d'altres. En aquesta zona hi ha hotels de dues i tres estrelles.
- Centre Cívic

És una zona ubicada entre les zones 1 i 4. Alberga les oficines del Govern. Els edificis més destacats són el Centro Cultural Miguel Ángel Asturias, la Municipalidad de Guatemala, el Banco de Guatemala, el Crédito Hipotecario Nacional, el Ministerio de Finanzas Públicas, el Palacio de Justícia, el Puente Café del Ferrocarril.

## Sistema de transport

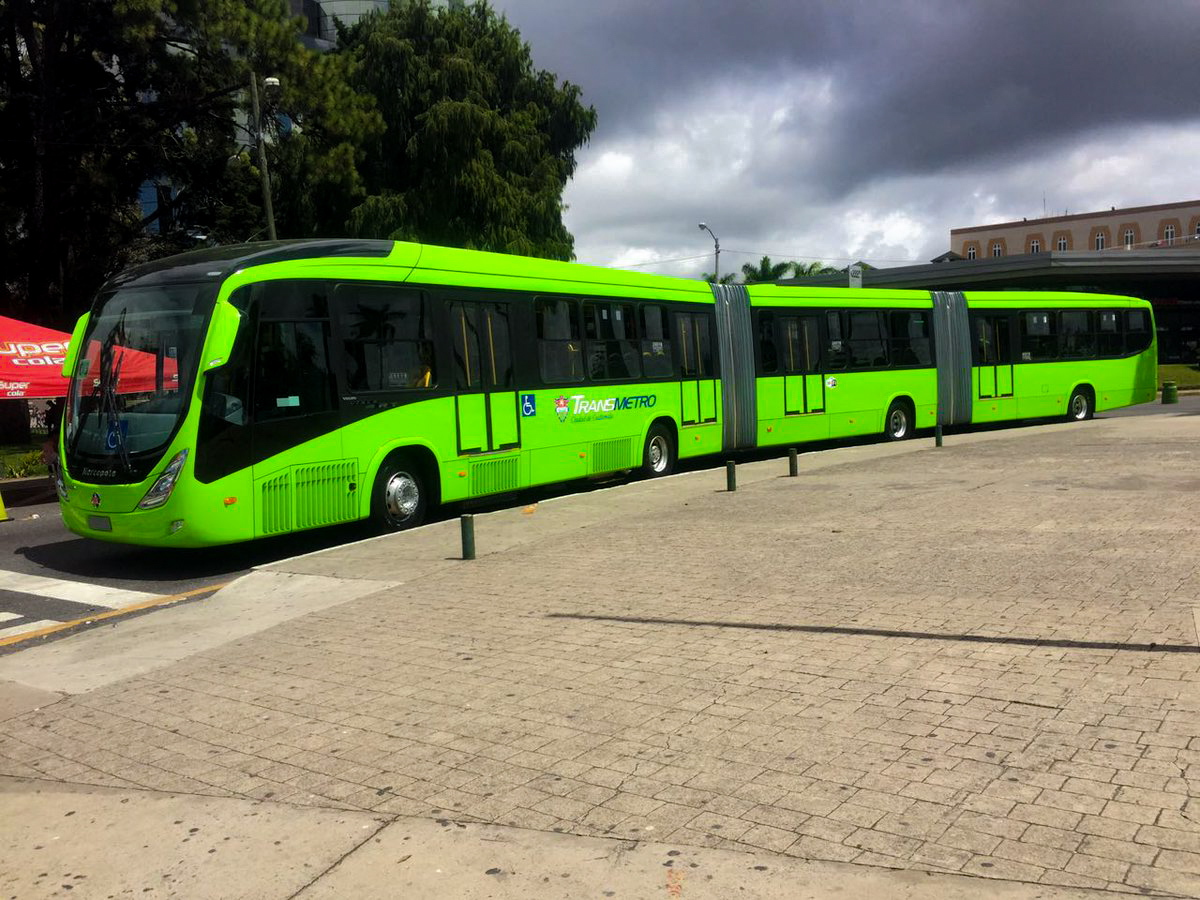
Un autobús de la xarxa transmetro de la Ciutat de Guatemala

### Urbà
El servei de transport urbà està constituït sobretot pel servei d'autobusos urbans. Hi ha 336 rutes que cobren una terifa d'1 Q. Tot i això, cal destacar la importància de les dues línies de transport massiu (BRT) que s'anomena transmetro que està promoguda per l'ajuntament de Guatemala. La primera ruta enllaça el centre de la zona 12 fins al centre cívic (eix sud) i la segona surt del centre cívic cap a la zona 13 de la ciutat (eix central). A més s'està implementant dotze noves rutes de transmetro.

### Aeri
A la Ciutat de Guatemala hi ha l'Aeroport Internacional La Aurora que està ubicat al mig de la ciutat i que presta servei a 29 vols internacionals diaris cap a les principals ciutats d'Amèrica i Europa en 17 línies aèries. També té 3 vols nacionals diaris cap a ciutats importants del país. Aquest aeroport és un dels més grans i moderns de centreamèrica i és el tercer en tràfic aeri després del de la Ciutat de Panamà i el de San José de Costa Rica.

### Carreteres
La ciutat de Guatemala té diverses carreteres i autopistes que la connecten amb la resta del país. Destaquen les Autopistes de Palín-Escuintla i la de Guatemala-Aguas Calientes i les carreteres que la connecten amb l'occident del país.

## Universitats
Les universitats que funcionen dins del sistema d'educació superior de Guatemala i que estan legalment autoritzades per a donar títols i diplomes a Guatemala són:

### Pública
- Universitat de San Carlos de Guatemala (USAC)

### Privades
- Universitat Rafael Landívar (URL)
- Universitat de la Vall de Guatemala (UVG)
- Universitat Francisco Marroquín (UFM)
- Universitat Rural de Guatemala (URG)
- Universitat de l'Istme (UNIS)
- Universitat Panamericana de Guatemala (UPANA)
- Universitat Mesoamericana (UMES)
- Universitat Galileo (UG)
- Universitat San Pablo de Guatemala (USPG)
- Universitat InterNaciones (UNI)
- Universitat d'Occident (UDEO)
- Universitat de Vinci de Guatemala (UDV)

## Esports
La Ciutat de Guatemala té diversos estadis esportius i és la seu de molts clubs. L'esport més popular és el futbol i els seus principals clubs són el CSD Municipal i el Comunicaciones. A la zona 5 hi ha l'Estadio Mateo Flores, que és el més gran del país. Els altres dos estadis més amb més capacitat són l'Estadio Cementos Progreso i l'Estadio del Ejército.
La ciutat ha estat la seu de diversos esdeveniments esportius internacionals: el 1950 fou la seu dels VI Jocs Centreamericans i del Carib i el 2000 s'hi celebrà el Campionat Mundial de Futsal de la FIFA. El 4 de juliol de 2007 es va reunir el Comité Olímpic Internacional a la ciutat de Guatemala, en la qual es va decidir que Sotxi seria la seu dels Jocs Olímpics d'Hivern de 2014. A l'abril de 2010 fou la seu del torneig XIV Panamericano de bicicletes de muntanya.

## Organitzacions internacionals amb seu a la Ciutat de Guatemala
- Parlament Centreamericà

## Ciutats agermanades
La Ciutat de Guatemala està agermanada amb 17 ciutats:
| Ciutat                 | Jurisdicció                         | País                 | Any  |
| ---------------------- | ----------------------------------- | -------------------- | ---- |
| Caracas                | Distrito Capital                    | Veneçuela            | 1969 |
| San Salvador           | San Salvador                        | El Salvador          | 1979 |
| Madrid                 | Madrid                              | Espanya              | 1983 |
| Lima                   | Lima Metropolitana                  | Perú                 | 1987 |
| Santiago de Chile      | Regió Metropolitana de Santiago     | Xile                 | 1991 |
| Washington DC          | Washington DC                       | Estats Units         | 1991 |
| Santa Cruz de Tenerife | Província de Santa Cruz de Tenerife | Espanya              | 1993 |
| Saltillo               | Coahuila                            | Mèxic                | 1993 |
| L'Havana               | L'Havana                            | Cuba                 | 1997 |
| Bogotà                 | Bogotà                              | Colòmbia             | 1997 |
| Ciutat de Mèxic        | Ciutat de Mèxic                     | Mèxic                | 1998 |
| San Pedro Sula         | Cortés                              | Hondures             | 1999 |
| San José               | Província de San José               | Costa Rica           | 2005 |
| Ciutat de Panamà       | Districte de Panamà                 | Panamà               | 2005 |
| Taipei                 |                                     | República de la Xina | 2007 |
| Managua                | Departament de Managua              | Nicaragua            | 2008 |
| Pequín                 | Pequín                              | R.P. de la Xina      | 2009 |

## Fills il·lustres
- Miguel Ángel Asturias Rosales (1899 - 1974) escriptor i diplomàtic, Premi Nobel de Literatura de l'any 1967.